# 히라하라역
히라하라역(일본어: 平原駅, ひらはらえき)은 나가노현 고모로시 오아자히라하라에 위치한 시나노 철도 시나노 철도선의 역이다.

## 승강장
섬식 2면 2선 구조의 지상역이다. 승강장은 건널목으로 이어져 있다.
| 1 | ■ 시나노 철도선 | (상행) | 가루이자와 방면     |
| 2 | ■ 시나노 철도선 | (하행) | 고모로・나가노 방면 |

## 역사
- 1921년 10월 10일: 히라하라 신호장 설치.
- 1952년 1월 10일: 철도역으로 승격, 영업 개시.
- 1984년: 역사무원 배치 폐지.
- 1987년 4월 1일: 일본국유철도 분할민영화에 따라 동일본 여객철도 소속이 됨.
- 1997년 10월 1일: 나가노 신칸센 (현 호쿠리쿠 신칸센) 개통으로 가루이자와-시노노이 구간이 시나노 철도로 이관되면서 시나노 철도선 소속이 됨.

## 역세권 정보
- 고우미 선 미쓰오카역(걸어서 15분 정도)

## 인접역
| 시나노 철도 ■ 시나노 철도선 | 시나노 철도 ■ 시나노 철도선 | 시나노 철도 ■ 시나노 철도선 |
| --------------------------- | --------------------------- | --------------------------- |
| 미요타 가루이자와 방면      |                             | 고모로 나가노 방면          |